# Choussy
Choussy és un municipi francès, situat al departament del Loir i Cher i a la regió de Centre – Vall del Loira. L'any 2007 tenia 312 habitants.

## Demografia

### Població
El 2007 la població de fet de Choussy era de 312 persones. Hi havia 121 famílies, de les quals 25 eren unipersonals (8 homes vivint sols i 17 dones vivint soles), 50 parelles sense fills, 42 parelles amb fills i 4 famílies monoparentals amb fills.
La població ha evolucionat segons el següent gràfic:
Habitants censats

### Habitatges
El 2007 hi havia 153 habitatges, 120 eren l'habitatge principal de la família, 26 eren segones residències i 7 estaven desocupats. 150 eren cases i 2 eren apartaments. Dels 120 habitatges principals, 94 estaven ocupats pels seus propietaris, 20 estaven llogats i ocupats pels llogaters i 6 estaven cedits a títol gratuït; 11 tenien dues cambres, 26 en tenien tres, 25 en tenien quatre i 57 en tenien cinc o més. 94 habitatges disposaven pel capbaix d'una plaça de pàrquing. A 43 habitatges hi havia un automòbil i a 68 n'hi havia dos o més.

### Piràmide de població
La piràmide de població per edats i sexe el 2009 era:
| Homes | Edats   | Dones |
| ----- | ------- | ----- |
| 0     | 95 o +  | 0     |
| 4     | 90 a 94 | 0     |
| 4     | 85 a 89 | 4     |
| 0     | 80 a 84 | 8     |
| 0     | 75 a 79 | 0     |
| 8     | 70 a 74 | 4     |
| 4     | 65 a 69 | 8     |
| 0     | 60 a 64 | 8     |
| 16    | 55 a 59 | 4     |
| 12    | 50 a 54 | 8     |
| 8     | 45 a 49 | 4     |
| 4     | 40 a 44 | 12    |
| 12    | 35 a 39 | 12    |
| 4     | 30 a 34 | 4     |
| 8     | 25 a 29 | 8     |
| 4     | 20 a 24 | 0     |
| 12    | 15 a 19 | 8     |
| 12    | 10 a 14 | 12    |
| 8     | 5 a 9   | 4     |
| 8     | 0 a 4   | 4     |

## Economia
El 2007 la població en edat de treballar era de 206 persones, 167 eren actives i 39 eren inactives. De les 167 persones actives 155 estaven ocupades (82 homes i 73 dones) i 12 estaven aturades (8 homes i 4 dones). De les 39 persones inactives 13 estaven jubilades, 13 estaven estudiant i 13 estaven classificades com a «altres inactius».

### Ingressos
El 2009 a Choussy hi havia 123 unitats fiscals que integraven 323 persones, la mediana anual d'ingressos fiscals per persona era de 17.172 €.

### Activitats econòmiques
Dels 7 establiments que hi havia el 2007, 1 era d'una empresa extractiva, 3 d'empreses de comerç i reparació d'automòbils, 1 d'una empresa de transport i 2 d'empreses d'hostatgeria i restauració.
Els 2 serveis als particulars que hi havia el 2009 eren restaurants.
L'any 2000 a Choussy hi havia 13 explotacions agrícoles que ocupaven un total de 378 hectàrees.

## Equipaments sanitaris i escolars
El 2009 hi havia una escola elemental integrada dins d'un grup escolar amb les comunes properes formant una escola dispersa.

## Poblacions més properes
El següent diagrama mostra les poblacions més properes.